# Черновка (Сєверний район)
Черно́вка (рос. Черновка) — присілок у складі Сєверного району Оренбурзької області, Росія.

## Населення
Населення — 42 особи (2010; 74 у 2002).
Національний склад (станом на 2002 рік):
- росіяни — 96 %